# Массовые беспорядки в Орджоникидзе
Массовые беспорядки в Орджоникидзе — события 24-26 октября 1981 года, произошедшие в городе Орджоникидзе на почве конфликта между ингушами и осетинами.

## Предыстория
После реабилитации депортированных народов в 1957 году в Пригородном районе Северо-Осетинской АССР произошли первые межэтнические столкновения между осетинами и вернувшимися из казахстанской ссылки ингушами. С тех пор в данном районе подобное происходило постоянно. Особенно обстановка обострялась в период 1972—1973 годов, когда ингушское население начало склоняться к присоединению Пригородного района к Чечено-Ингушской АССР. Недостаточно внимательное отношение к национальному вопросу на Кавказе советского руководства в значительной мере усугубило ситуацию.

## Ход событий
21 октября 1981 года в селе Плиево Назрановского района неизвестными было совершено убийство водителя такси Казбека Гаглоева. Понимая, что его похороны могут вылиться в массовые беспорядки, временно исполняющий обязанности начальника Орджоникидзевского высшего военного командного училища МВД СССР полковник Набатов приказал привести все силы и средства в полную боевую готовность. На похоронах, состоявшихся 24 октября 1981 года, присутствовало около тысячи человек. Во время движения процессии в сторону кладбища несколько женщин стали призывать нести гроб с телом убитого к республиканскому обкому КПСС. Это возымело действие, и процессия изменила направление движения в сторону Орджоникидзе. Сотрудники МВД СССР попытались остановить её, однако из-за того, что впереди шли женщины и дети, не смогли применить силу, в результате чего их заслон был прорван. Точно так же были прорваны и несколько других заслонов, в отношении нескольких курсантов и милиционеров участники процессии, которая разрослась уже до трёх тысяч человек, применили физическое насилие. Видя, что ситуация выходит из-под контроля, милицейское руководство отдало приказ курсантам и милиционерам вернуться в Орджоникидзе. Из отпуска срочно был вызван начальник училища внутренних войск генерал-майор Иванов. О событиях на подступах к Орджоникидзе вскоре стало известно и центральном аппарате МВД СССР.
Приблизительно в 15:40 толпа, насчитывавшая уже около четырёх тысяч человек, прорвалась к центру города и заполнила площадь Свободы, где находились обком и Совет министров республики. Гроб с телом Гаглоева был установлен на мраморную трибуну. Наиболее активные участники беспорядков прошли в обком и попросили первого секретаря обкома Билара Кабалоева выйти к ним для переговоров по поводу депортации ингушского населения из по меньшей мере Пригородного района, а как максимум — изо всей республики. Однако Кабалоев так и не вышел, что привело толпу в ярость. Площадь Свободы была оцеплена курсантами находившегося неподалёку училища внутренних войск, но это не помогало, так как в беспорядки включилось большое количество жителей Орджоникидзе, в основном находившаяся в центре города молодёжь.
Неожиданно для оцепления толпа начала штурм обкома. Специальному взводу МВД Северо-Осетинской АССР едва удалось спасти от расправы Билара Кабалоева и вывести его из здания. Во время боёв в обкоме погиб курсант, выброшенный погромщиками из окна второго этажа. Кабалоев пытался успокоить участников беспорядков, но к успеху это не привело, и ему пришлось вернуться в здание обкома и забаррикадироваться. Толпа в это же время атаковала оцепление из курсантов. В них кидали камни, избивали палками и кулаками. Женщины, участвовавшие в беспорядках, раздирали курсантам лица ногтями. Спастись им удалось лишь в своём училище, куда толпе не удалось прорваться. Участники беспорядков разбили в зданиях училища ряд стёкол, а когда против них применили шашки с газом «Черёмуха», стали бросать их обратно в окна.
По приказу генерала Иванова офицерам и прапорщикам училища было роздано табельное оружие, а на территории училища стали дежурить пулемётчики и бронетранспортёр, срочно отозванные из колхозов курсанты 2-го и 3-го курсов вернулись в училище. 25 октября 1981 года, приблизительно в 1:15 два батальона и две роты училища одновременно начали оттеснять толпу в глубь городского парка культуры, достаточно быстро очистив площадь. К 2:00 прибыла колонна 1-го мотострелкового батальона Грозненского конвойного полка. Впоследствии в город также были введены части и боевая техника Орджоникидзевского высшего общевойскового командного училища, Орджоникидзевского зенитно-ракетного училища, мотострелковых подразделений Северо-Кавказского военного округа, частей внутренних войск, отдельных моторизованных батальонов милиции, Пятигорской войсковой комендатуры, спецгруппы 54-й конвойной дивизии, роты специального назначения дивизии имени Дзержинского («Витязь»), а также несколько подразделений Комитета государственной безопасности СССР и командированные с военных сборов военнослужащие запаса. Центральное союзное руководство направило в Орджоникидзе председателя Совета Министров РСФСР Михаила Соломенцева, ряд генералов МВД во главе с Юрием Чурбановым и заместителя Генерального прокурора СССР Баженова.
25-26 октября 1981 года толпа, насчитывавшая более шести тысяч человек, после ожесточённых схваток прорвалась на площадь Свободы. Участники беспорядков были вооружены палками, камнями, арматурой и другими подручными средствами. Они пытались штурмом взять уже не только обком и училище, но и следственный изолятор, здание республиканского драматического театра, фильтрационный пункт, республиканский Госбанк, гостиницу «Владикавказ», кинотеатр «Октябрь». Против участников беспорядков применялись водомёты и спецсредства МВД. Бронетранспортёры, которые пытались применить против них, были подожжены при помощи бутылок с горючим.
К вечеру 26 октября беспорядки пошли на убыль. Внутренние войска, милиция и КГБ проводили массовые облавы, за три последующих дня задержав около 800 человек.
По официальным данным, в результате событий в Орджоникидзе погиб 1 человек. Получили различные травмы 328 военнослужащих, 226 из которых — курсанты училища внутренних войск.